# Orgilus iphigeniae
Orgilus iphigeniae är en stekelart som beskrevs av Van Achterberg 1987. Orgilus iphigeniae ingår i släktet Orgilus och familjen bracksteklar. Inga underarter finns listade i Catalogue of Life.